# Thomas H. Kolbe
Thomas Heinrich Kolbe (* 1968) ist ein deutscher Geoinformatiker und seit 2012 Professor für Geoinformatik an der Technischen Universität München.

## Leben
Nach seinem Abitur am Hittorf-Gymnasium in Recklinghausen studierte Thomas H. Kolbe von 1988 bis 1993 Informatik mit Nebenfach Elektrotechnik an der Universität Dortmund. Er erhielt sein Diplom mit der Abschlussnote „sehr gut“. Anschließend forschte er als wissenschaftlicher Mitarbeiter am Institut für Informatik III der Universität Bonn sowie ab 1997 am Institut für Umweltwissenschaften der Hochschule Vechta, wo er zwei Jahre später zum Dr. rer. nat. promoviert wurde. Daraufhin wurde er an der Bonner Universität wissenschaftlicher Assistent und 2004 Oberingenieur am Institut für Kartographie und Geoinformation. Im Jahr 2006 erhielt er den Lehrstuhl „Methodik der Geoinformationstechnik“ am Institut für Geodäsie und Geoinformationstechnik der Technischen Universität Berlin und war ab 2009 auch Direktor des Instituts. Schließlich folgte 2012 der Ruf an den Lehrstuhl für Geoinformatik am Institut für Geodäsie, Geoinformatik und Landmanagement der TU München. 2016/17 hatte Kolbe eine Gastprofessur an der Faculty of Architecture and the Built Environment der Technischen Universität Delft in den Niederlanden inne.
Von 2008 bis 2012 war er Vizepräsident der Deutschen Gesellschaft für Photogrammetrie, Fernerkundung und Geoinformation und anschließend bis 2016 deren Präsident. Im Jahr 2013 übernahm er den Vorsitz des Vereins „Runder Tisch GIS“.
Das Forschungsgebiet Kolbes liegt in der Methodenentwicklung zur Modellierung, Speicherung, Analyse und Visualisierung der Umwelt. Schwerpunkte sind virtuelle 3D-Stadt- und Landschaftsmodelle, Smart Cities, 3D-Geodatenbanken und Innenraumnavigation. Kolbe war Initiator und Mitautor der City Geography Markup Language.

## Schriften (Auswahl)
- 2011 (Hrsg. zusammen mit Gerhard König, Claus Nagel): Advances in 3D geo-information sciences. Springer, Heidelberg/Berlin, ISBN 978-3-642-12669-7, doi:10.1007/978-3-642-12670-3 (englisch).
- 1999: Identifikation und Rekonstruktion von Gebäuden in Luftbildern mittels unscharfer Constraints. Shaker, Aachen, ISBN 978-3-8265-7454-2 (Dissertation; PDF; 2,49 MB)